# Tiers
Tiers (italià Tires) és un municipi italià, dins de la província autònoma de Tirol del Sud. És un dels municipis del districte i de Salten-Schlern. L'any 2007 tenia 948 habitants. Limita amb els municipis de Kastelruth (Castelrotto), Karneid (Cornedo all'Isarco), Völs am Schlern (Fiè allo Sciliar), Welschnofen (Nova Levante), Campitello di Fassa, Mazzin, i Pozza di Fassa.

## Situació lingüística
| Pertinença lingüística (cens 2001) | 97,40% alemany |
| Pertinença lingüística (cens 2001) | 2,35% italià   |
| Pertinença lingüística (cens 2001) | 0,12% ladí     |

## Administració

Territori comunal

| Període | Identitat                | Partit |
| ------- | ------------------------ | ------ |
| 2004-   | Karl Markus Villgrattner | SVP    |